# Субботин, Иван Петрович
Иван Петрович Субботин (1915—1980) — советский офицер, участник Великой Отечественной войны, Герой Советского Союза (24.03.1945). Генерал-майор (1960).

## Биография
Родился 27 февраля 1915 года в селе Балыклей (ныне — в Инжавинском районе Тамбовской области) в семье крестьянина. Русский. Окончил сельскохозяйственный техникум. Работал зоотехником в Панинском районе Воронежской области.
В Красной Армии с февраля 1937 года. Был направлен в Киевское военное училище связи, в ноябре того же года переведён в Харьковское военное училище связи, которое окончил в 1939 году. С сентября 1939 года служил начальником связи 41-го отдельного разведывательного батальона 4-й стрелковой дивизии Белорусского фоенного округа. С этим батальоном участвовал в походе советских войск в Западную Белоруссию в сентябре 1939 года, с декабря 1939 года — в советско-финской войне 1939—1940 годов. Был ранен на войне с финнами, после лечения в госпитале и в санатории города Сухуми вернулся в сою дивизию, которая в апреле 1940 года вошла в состав 3-го стрелкового корпуса Закавказского военного округа, в районе Батуми на границе с Турцией. В июне 1941 года назначен адъютантом старшим этого батальона. Член ВКП(б) с 1939 года.
На фронте в Великую Отечественную войну с 17 сентября 1941 года. Тогда дивизия была переброшена в район Большого Токмака в состав 18-й армии Южного фронта, а лейтенант Субботин назначен начальником штаба своего разведбатальона. Однако через две недели после прибытия на фронт, в начале октября 1941 года, дивизия вместе с основными силами 18-й армии попала в кольцо окружения во время Донбасской оборонительной операции. Был ранен и оставлен на поле боя, спасён местными жителями. После выздоровления направился к линии фронта и в конце ноября встретился с наступавшими частями Красной Армии под Ростовом-на-Дону. Поскольку документов с собой он не имел, пришлось выдержать серьёзную проверку в Особом отделе НКВД Юго-Западного фронта.
Но всё окончилось благополучно и 1 апреля 1942 года был назначен адъютантом старшим батальона в 206-м стрелковом полку 99-й стрелковой дивизии. В этой дивизии он с боями шёл через всю войну. Дивизия воевала в 9-й и 57-й армиях Южного фронта. В мае 1942 года во второй раз попал в окружение, на этот раз в Харьковский котёл в мае 1942 года. Но теперь лейтенант Субботин прорвался к своим с оружием в руках и во главе своих бойцов. 
После короткого пополнения в резерве Ставки ВГК, в августе 1942 года дивизия прибыла на Сталинградский фронт (в сентябре передана Донскому фронту). Там в составе 66-й армии прошёл через всю Сталинградскую битву, сначала удерживая оборону и контратакуя севернее Сталинграда, затем участвуя в контрнаступлении советских войск под Сталинградом и в уничтожении окруженной 6-й немецкой армии. За подвиги в этих боях его части получили гвардейские звания: полк стал 271-м гвардейским, дивизия — 88-й гвардейской. В сталинградских боях рос в званиях и офицер Субботин: в сентябре 1942 года он стал помощником начальника штаба 206-го стрелкового полка по оперативной части, в декабре — начальником штаба полка. После окончания Сталинградской битвы в составе 8-й гвардейской армии воевал на Южном, Юго-Западном и 3-м Украинском фронтах, участвовал в боях на рубеже реки Северский Донец, в Изюм-Барвенковской, Донбасской, Днепропетровской наступательных операциях. На передовой 18 октября 1943 года назначен исполняющим должность 266-го гвардейского стрелкового полка.
В январе 1944 года как перспективный командир направлен учиться, окончил курсы «Выстрел». После их окончания вернулся уже в августе в «родную» 88-ю стрелковую дивизию, которая в то время уже наступала по Польше. Вновь назначен командиром 266-го гвардейского стрелкового полка и участвовал в тяжелых боях на Магнушевском плацдарме. 
Командир 266-го гвардейского стрелкового полка (88-я гвардейская стрелковая дивизия, 28-й гвардейский стрелковый корпус, 8-я гвардейская армия, 1-й Белорусский фронт) гвардии подполковник Иван Петрович Субботин особенно отличился в Висло-Одерской наступательной операции. В январе 1945 года при прорыве многоэшелонированной обороны противника южнее Варшавы его полк шёл на острие удара дивизии, с боем прорвал несколько оборонительных рубежей на участке между реками Висла и Варта. Тогда полком было уничтожено до 2 000 немецких солдат, захвачено более 600 пленных и уничтожено до 50 единиц бронетехники. При форсировании реки Варта у города Вайсенбург переправился через реку с передовым батальоном и умело организовал бой на только что захваченном плацдарме. Столь же отважно действовал и при форсировании Одера, в боях за удержание и расширение плацдарма в районе Кюстрина. Здесь тоже полк Субботина уничтожил значительное количество живой силы и боевой техники противника. В бою 9 февраля был ранен, отказался от эвакуации и до ночи командовал полком, согласившись на отправку в медсанбат только после отражения всех немецких контратак.
Указом Президиума Верховного Совета СССР от 24 марта 1945 года за образцовое выполнение боевых заданий командования на фронте борьбы с немецко-фашистскими захватчиками и проявленные при этом отвагу и геройство гвардии подполковнику Ивану Петровичу Субботину было присвоено звание Героя Советского Союза с вручением ордена Ленина и медали «Золотая Звезда».
После госпиталя вернулся в строй, вновь проявил отвагу в Берлинской наступательной операции и встретил Победу в поверженном Берлине.
После войны продолжил службу в Советской армии. Прямо из Германии летом 1945 года направлен на учёбу, в 1948 году окончил Военную академию имени М. В. Фрунзе. С ноября 1948 года служил старшим офицером оперативного отдела оперативного управления штаба Киевского военного округа, с ноября 1950 по декабрь 1951 года — на такой же должности в Северной группе войск (Польша). 
В 1953 года окончил Высшую военную академию имени К. Е. Ворошилова. С октября 1953 года был начальником штаба 15-й гвардейской стрелковой дивизии на Украине. С апреля по сентябрь 1954 года служил начальником оперативного отдела оперативного управления штаба Прикарпатского военного округа, затем назначен начальником штаба 27-й механизированной дивизии (с марта 1957 — 27-я мотострелковая дивизия). А с ноября 1958 года 6 лет командовал этой дивизией в 38-й армии Прикарпатского ВО. С ноября 1964 года служил начальником Северо-Кавказской оперативной зоны Гражданской обороны СССР. В мае 1973 года направлен в распоряжение начальника Гражданской обороны СССР, в августе этого года генерал-майор И. П. Субботин уволен в запас. 
Жил в городе Ростов-на-Дону. Вёл активную работу по военно-патриотическому воспитанию молодёжи, участвовал в работе городского комитета содействия военному комиссариату.
Умер 26 августа 1980 года, похоронен в Ростове-на-Дону на Северном кладбище.

### Семья
- Жена — Ксения Никитична.
- Дочь — Пономарцева Валентина Ивановна (род. 1942).
- Сын — Субботин Анатолий Иванович (род. 1946), инвалид второй группы по Чернобылю, получил медаль как ликвидатор Чернобыльской аварии[3].

## Воинские звания
- лейтенант (4.09.1939)
- старший лейтенант (27.07.1942);
- капитан (11.12.1942);
- майор (27.07.1943);
- подполковник (12.01.1944);
- полковник (24.01.1950);
- генерал-майор (7.05.1960).

## Награды
- Звание Героя Советского Союза присвоено 24 марта 1945 года.
- Орден Ленина (24.03.1945)
- Три ордена Красного Знамени (21.01.1943, 22.01.1945, 15.05.1945)
- Орден Богдана Хмельницкого 2-й степени (22.02.1944)
- Три ордена Красной Звезды (21.01.1943, 1947, 1954)
- Медаль «За оборону Сталинграда»
- Медаль «За взятие Берлина»
- Медаль «За освобождение Варшавы»
- Другие медали
- Крест Храбрых (Польша)[4].

## Память
- Имя И. П. Субботина носит средняя школа в селе Балыклей. В школьном музее часть экспозиции посвящена Герою[3].